# Jetelka
Jetelka je zaniklá usedlost v Praze 9 Vysočanech v ulici Na Jetelce č.p. 72. Podle Stabilního katastru z roku 1840 patřila do katastru obce Libeň (původní č.p. 70) a to až do roku 1974, kdy došlo k posunu hranic katastrů. Stála ve svahu na západní straně cesty z Vysočan na Prosek naproti usedlosti Flajšnerka.

## Historie
Viniční usedlost pocházela z poloviny 18. století. Ve Stabilním katastru z roku 1840 je její majitelkou zapsána Alžběta Goldsteinová a k usedlosti je uvedeno, že se skládá z několika obytných a hospodářských budov. Roku 1896 byli jejími majiteli Matylda Pleschnerová z Eichstädtu a Jan Švejda, kteří v té době drželi také protější usedlost Flajšnerku.
Vjezdová brána Jetelky měla boční vchodovou branku upravenou na výklenkovou kapli, které vnitřní stěnu zdobil mariánský obraz. Brána krytá prejzovou stříškou byla po obou stranách zdobena plochým pilastrem ukončeným hlavicí. Vystouplý profilovaný klenák uprostřed byl uzavřen stlačeným obloukem. Za branou po pravé severní straně nádvoří stála sýpka, chlév a stodola, za nimi pak obytná budova s hrázděným štítem zakrytá mansardovou střechou. Chlév byl masivně klenut v několika klenebních polích. Býval zde také zazděný prostor - neevidovaný zrušený sklep na víno.
Usedlost byla zbořena v polovině 60. let 20. století kvůli výstavbě estakády z Vysočan na Prosek. Zbylo po ní pouze pojmenování cesty Na Jetelce a Nad Jetelkou. Cestu mezi Jetelkou a Flajšnerkou lemovala na západní straně kamenná zeď stavěná na sucho z opuky z místních lomů.